# تمپلتون (ایندیانا)
تمپلتون (به انگلیسی: Templeton) یک منطقهٔ مسکونی در ایالات متحده آمریکا است که در شهرستان بنتون، ایندیانا واقع شده‌است. تمپلتون ۱۰۰ نفر جمعیت دارد و ۲۱۳٫۰۶ متر بالاتر از سطح دریا واقع شده‌است.